# Pseudorhipsalis amazonica
Pseudorhipsalis amazonica är en kaktusväxtart som först beskrevs av Karl Moritz Schumann, och fick sitt nu gällande namn av Ralf Bauer. Pseudorhipsalis amazonica ingår i släktet Pseudorhipsalis och familjen kaktusväxter.

## Underarter
Arten delas in i följande underarter:
- P. a. amazonica
- P. a. chocoensis
- P. a. panamensis

## Bildgalleri

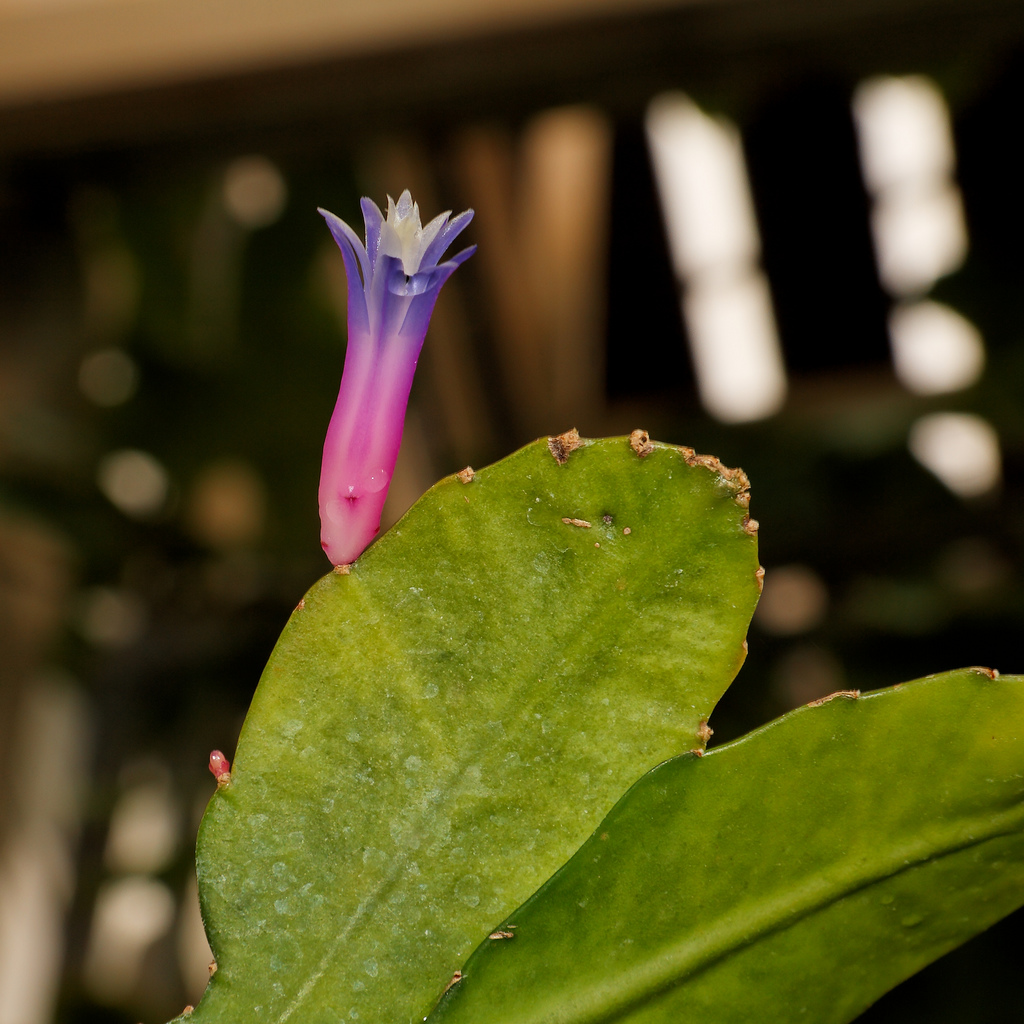
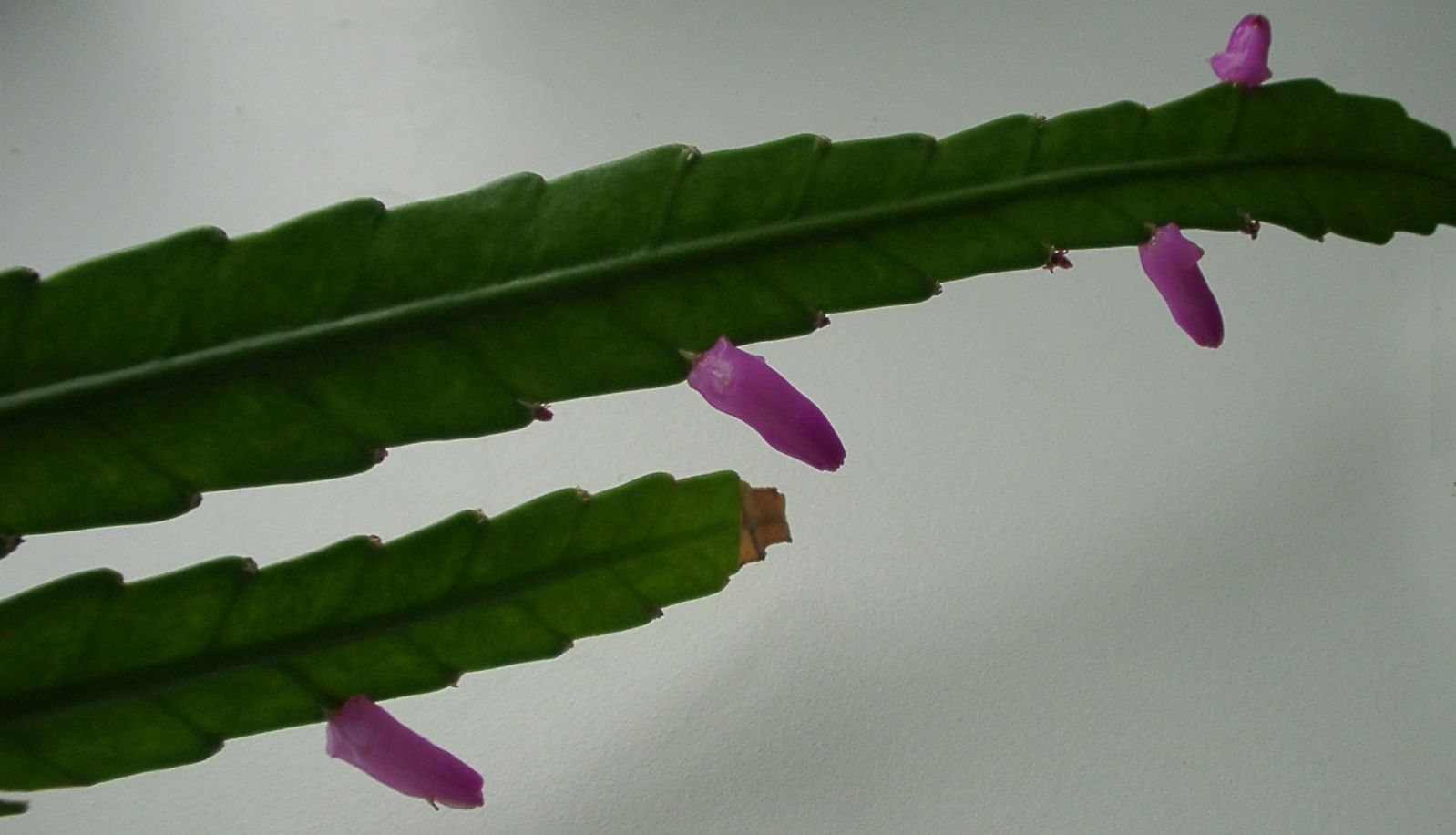
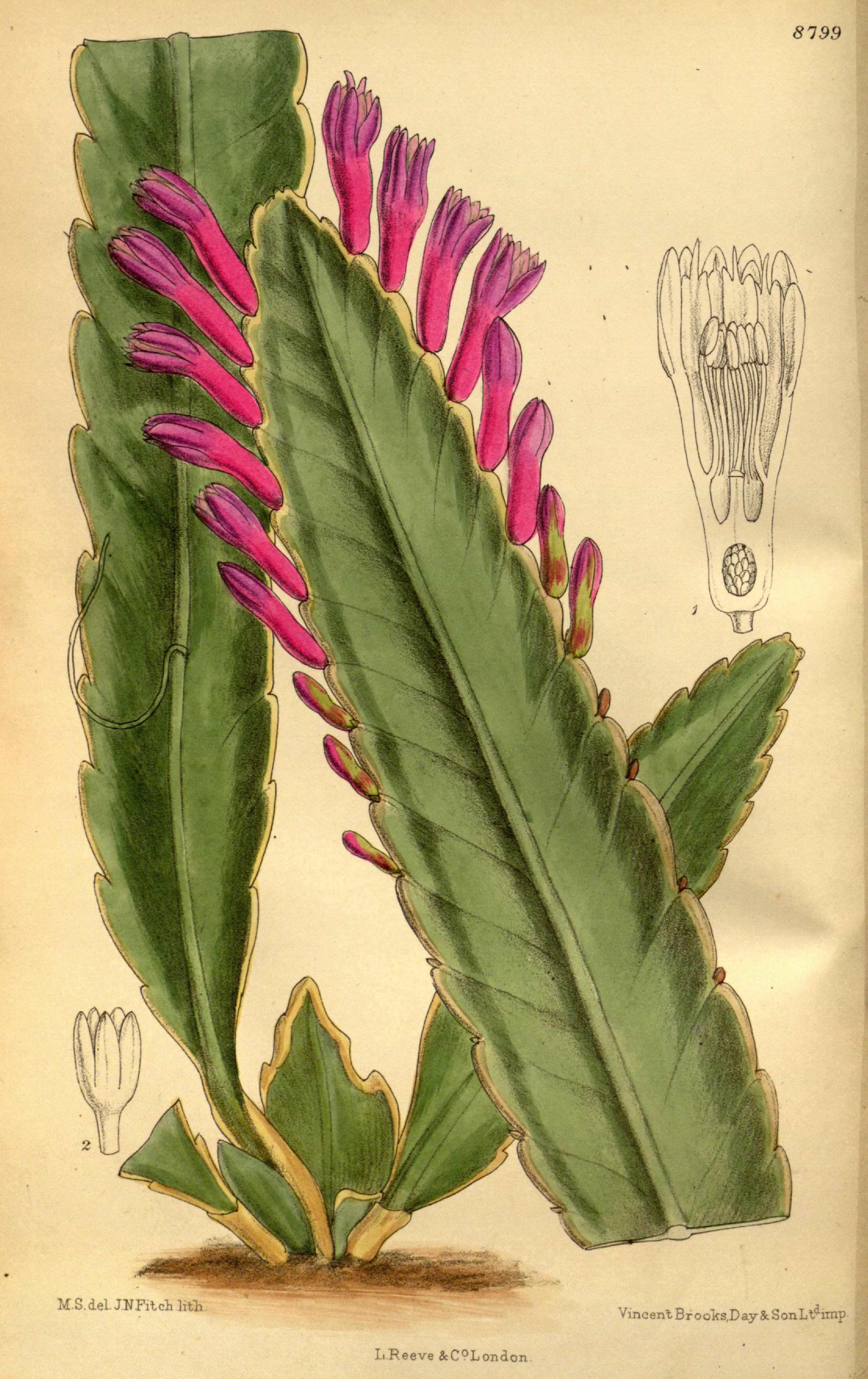